# Xenylla fernandesi
Xenylla fernandesi is een springstaartensoort uit de familie van de Hypogastruridae. De wetenschappelijke naam van de soort is voor het eerst geldig gepubliceerd in 1974 door da Gama.